# Stade Parsemain
Stade Parsemain – stadion piłkarski w Istres, we Francji. Został otwarty 9 kwietnia 2005 roku. Obiekt może pomieścić 17 170 widzów. Swoje spotkania rozgrywa na nim drużyna FC Istres, która przed otwarciem stadionu występowała na Stade Bernard Bardin.